# 나이트 라이프 (영화)
《나이트 라이프》(영어: Night Life)는 미국에서 제작된 다비드 아콤바 감독의 1989년 좀비 코미디 공포 영화이다. 스콧 그라임스, 존 애스틴 등이 출연하였다.

## 출연
- 스콧 그라임스
- 존 애스틴
- 셰릴 폴럭
- 앤서니 기어리
- 앨런 블루먼필드
- 다시 더모스
- 마크 펠러그리노
- 필립 프록터